# Condado de Letcher
O Condado de Letcher é um dos 120 condados do Eestado americano de Kentucky. A sede do condado é Whitesburg, e sua maior cidade é Whitesburg. O condado possui uma área de 878 km² (dos quais 0 km² estão cobertos por água), uma população de 25 277 habitantes, e uma densidade populacional de 29 hab/km² (segundo o censo nacional de 2000). O condado foi fundado em 1842.